# 科沃布熱格縣

54°10′N 15°34′E / 54.167°N 15.567°E
科沃布熱格縣（波蘭語：Powiat kołobrzeski），是波蘭的縣份，位於該國西北部，由西波美拉尼亞省負責管轄，首府設於科沃布熱格，面積726平方公里，2006年人口76,089，人口密度每平方公里100人。